# ريتشارد جونز (دبلوماسي)
ريتشارد جونز (بالإنجليزية: Richard Jones)‏ هو دبلوماسي بريطاني، ولد في 28 سبتمبر 1962.